# Тірська митрополія
Тірська метрополія — християнська метрополія з центром в Тірі. Одна з найстаріших діоцезій Християнської церкви на Близькому Сході. Тірська християнська громада згадується вже у посланнях апостола Павла, в Діяннях апостолів. Очолювалася єпископами, що мали статус митрополитів. З V ст. підпорядковувалася Антіохійському патріархатові, в якому митрополит Тірський був першим серед інших метрополітів церкви. Після Схизми 1069 року припинилося сопричастя метрополії з Римом, яке відновили хрестоносці в часи Хрестових походів. Вони відновили католицьку Тірську архідіоцезію зі статусом метрополії, яка існувала в 1124—1291 роках у складі Єрусалимського королівства. Її найвідомішим головою був Вільгельм Тірський. Після знищення Тіру мамлюками християнська спільнота була знищена, а метрополія перетворилася на титулярну. Також — Тірська архідіоцезія.

## Голови

### Архієпископи
- 1175–1186: Вільгельм Тірський